# 岸本由香理
岸本 由香理（きしもと ゆかり、1977年6月25日 - ）は、大阪府出身の元アイドル・女優・歌手。1996年から1998年まで岸本 由香理の芸名で活動していたが、1999年に本名の井上 由香理に戻している。

## 略歴
1992年デビュー。
東京宝映テレビ大阪支社に練習生として所属していた1992年秋にJR西日本の「三都物語」のCMに出演し、その美少女ぶりに話題が集まる。このCMに出演したことがきっかけでスカウトされ、メリーゴーランドに所属。以来、雑誌のグラビアやドラマ・CMなどで活動。1993年夏頃から歌手デビューに向けてボイストレーニングも受け始める。仕事の度に地元である大阪と都内・地方各所を往復する日々を送る。
1994年1月頃に公式ファンクラブ「Tree」が結成される。また関西限定ではあったが「朝日新聞」のCMにも出演。同年5月に初のオムニバス写真集「天使のお通り」が発売される（山口リエ・雛形あきこらと共に掲載）。同年6月25日には歌手デビューの話も進んでいた。同年9月ドラマ「青春の影」にも出演。同年10月からは日本マクドナルドのCMも放映され、アイドルとしても、女優としてもブレイク間近だと言われていた。1995年は学業優先のためか、あまり目立った活動はなかった。1996年3月にオムニバス写真集「卒業 - 女子高生写真集」（電波子18号らと共に掲載）が発売され、初のビキニ姿を披露し再び注目を集める。
1996年3月に高校を卒業し、同年4月に上京。スーパースタープロモーションに移籍し、芸名を本名の井上由香理から岸本由香理に改名する。1997年、井上麻美、真下友恵とともに、Clikというユニットを結成。同年4月21日、元C-C-Bの笠浩二のプロデュースによるシングル「勇気をください」をバンダイ・ミュージックエンタテインメントからリリースしている。
同年にセガサターンのゲームソフト「アルバム倶楽部 セントポーリア女学院」の中のキャラクター林藤園子役に選ばれ、同年7月に「アルバム倶楽部 胸キュン セントポーリア女学院 公式ファンブック写真集」が、同年8月にイメージビデオ「ザ・メイキング・オブ アルバム倶楽部 セントポーリア女学院」が発売される。
1999年にアルテミスプロモーションに移籍し、芸名を本名の井上由香理に戻してグラビアや撮影会のモデルをしていた。同年8月には初のCD-ROM写真集「セカンド・ラブ」が発売された。
引退については当時の資料が残っていなく、詳しい時期や理由は不明だが、2001年春時点で地元の大阪に帰っていることが確認されている。
同時期に活動した仲間に、加藤西里奈、森下純菜、秋野ひとみらがいる。

## 人物
- 趣味はジグソーパズル、詩を書くこと、パソコン。
- 特技はクラシック・バレエ、ピアノ[5]。
- タレ目・童顔・八重歯・長いまつ毛がチャームポイント。
- メリーゴーランド所属時代は事務所の意向で水着グラビアはNGだった[6]。のちに二十歳を過ぎてから水着の仕事もやるようになったが、もっと早くやっていればとの声もあった[4]。
- 1994年6月25日（彼女の17歳の誕生日の日）にアイドル歌手としてCDデビューする話が進んでいたが、実現しなかった[7]。
- 15歳でCMデビューした時の可愛らしいイメージが強く、また妹属性でもあったため、年上の男性ファンが多かった。
- 数歳年の離れた兄がいる。
- 高校卒業まで仕事以外の外泊は禁止で門限が午後6時であった。
- 上京していた1997年頃にはハムスターを飼っていた[8]。
- 1995年くらいまでは自分の性格を「けっこう負けず嫌いなんですよ」と語っていたが、1997年の雑誌のインタビューでは「のろのろしていると言われる」と話している。また1999年には「恥ずかしがり屋で押しに弱い」とも話している。
- デビュー時はスレンダーだったが、1999年にはバストが82cm（Eカップ）に成長している。
- 「由香理」という名前を「由香里」と誤植されることが多かった。

## コンテスト
- ミス・アップ No.26

## 出演

### テレビ
- 1994年9月 - ANB「青春の影」11話
- 1997年4月 - テレビ朝日「はぐれ刑事純情派」
- 1997年9月23日 - NHK教育「忍たまがやってくる」（千葉・茂原の段）
- 1997年（放映日不明） - MONDO21（現・MONDO TV）「グラビアの美少女」
- 1998年3月14日 - ANB「土曜ワイド劇場」温泉若おかみの殺人推理7

### 本・雑誌
- 1993年3月号 - 『すっぴん』

（1994年5月号・10月号・11月号にも掲載）
- 1993年8月号 - 『Momoco』
- 1993年10月号 - 『投稿写真』
- 1993年11月号 - 『UP TO BOY』

（1994年1月号・5月号・11月号にも掲載）
- 1994年9月13日号 - 『週刊プレイボーイ』
- 1994年11月号 - 『BOMB!』
- 1995年2月23日号 - 『スコラ』
- 1996年6月15日号 - 『Bejean』
- 1997年4月号 - 『投稿写真』（Clik名義）
- 1997年5月号 - 『投稿写真』
- 1997年7月号 - 『カシャッ！』
- 1997年9月号 - 『アクトレス』
- 1997年10月号 - 『ジューシイ・プレス』
- 1998年1月28日号 - 『週刊ヤングジャンプ』水着ジェネレーションNo.079
- 1999年5月号 - 『アクションカメラJr』
- 1999年6月号 - 『アクションハイスクール』
- 1999年6月号 - 『URECCO』
- 1999年6月号 - 『Chuッ スペシャル』
- 1999年8月号 - 『ベストカメラ』（表紙）
- 1999年9月号 - 『ラッキークレープ』
- 1999年9月2日号 - 『週刊ヤングジャンプ』ボディギフト99
- 1999年12月号 - 『ペントハウスジャパン』

### コマーシャル
- 1992年 - JR西日本「三都物語」
- 1994年 - 朝日新聞「西日本地区」
- 1994年 - 日本マクドナルド

## 作品

### マキシシングルCD
- 「勇気をください」Clik（1997年4月21日発売・バンダイ・ミュージックエンタテインメント）※井上麻美、真下友恵とのユニット

### 写真集・ムック
- 1994年5月「天使のお通り」（サン出版）
- 1996年3月「卒業 - 女子高生写真集」（竹書房）
- 1996年12月「'96年美少女カタログ 15秒のシンデレラ（CD-ROMマガジン）」（英知出版）
- 1997年7月「アルバム倶楽部 胸キュン セントポーリア女学院 公式ファンブック写真集」（アスペクト）
- 1997年7月「ムーファクトリー アイドルプレゼンテーション」（双葉社）
- 2000年1月「Pure Kiss GAL'S」（桃園書房）

※いずれもオムニバス

### イメージビデオ
- 1997年8月「ザ・メイキング・オブ アルバム倶楽部 セントポーリア女学院」（竹書房）

### CD-ROM写真集
- 1999年8月「セカンド・ラブ」（ウエストフィールドカンパニー）